# Лоар
 Тази статия е за департамента във Франция.  За реката вижте Лоар (река).  
Лоар (на френски: Loire) е департамент в регион Оверн-Рона-Алпи, централна Франция. Образуван е през 1793 година с разделянето на дотогавашния департамент Рон е Лоар и получава името на река Лоара. Площта му е 4781 км², а населението – 762 103 души (2016). Административен център е град Сент Етиен.